# Liman (Novi Sad)

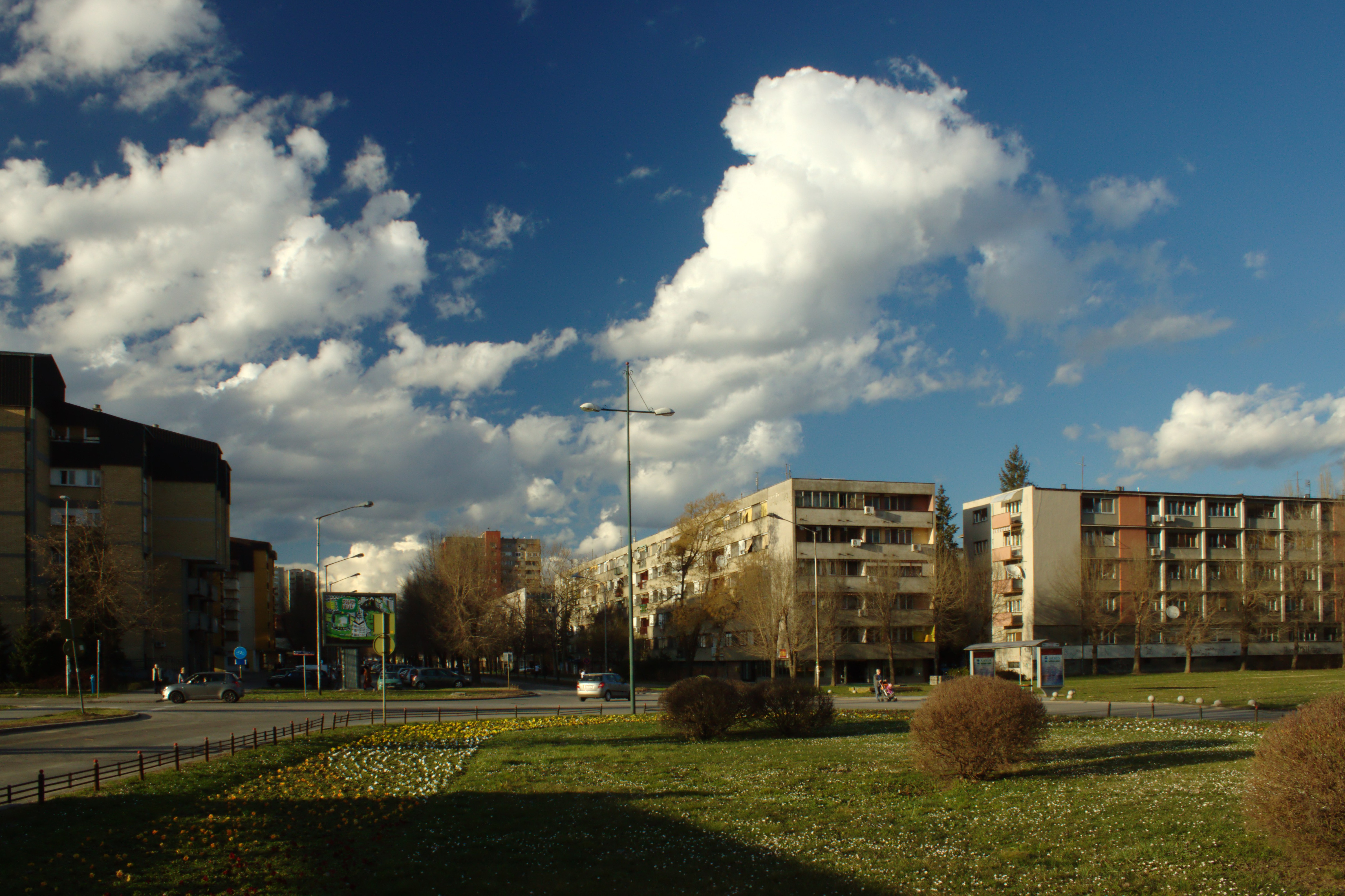
Panelová zástavba na Limanu

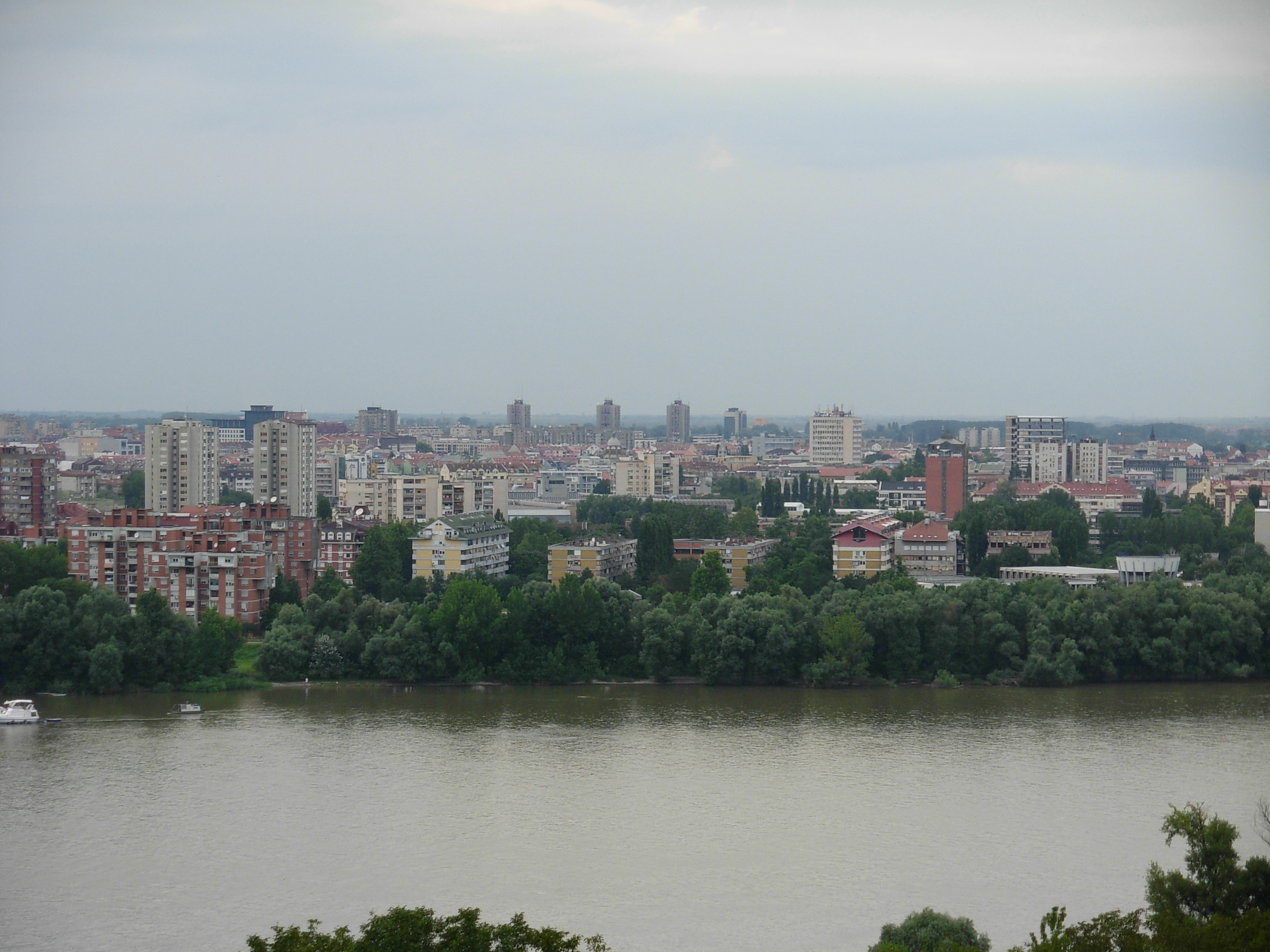
Pohled na Liman ze Sremské Kamenice

Liman (v srbské cyrilici Лиман) je jedna z městských částí Nového Sadu, metropole srbské Vojvodiny. Nachází se na břehu řeky Dunaje, jihozápadně od centra města. Administrativně se dělí na Liman I, Liman II, Liman III a Liman IV.

## Umístění
Severní hranici městské části představuje Bulevar Cara Lazara', západní hranici Ulica Ribarsko ostrvo a Ulica Sima Matavulja. Jižní a východní hranici potom tvoří přirozeně řeka Dunaj. Liman sousedí s následujícími městskými částmi: Telep, Adamovićevo Naselje, Grbavica a Staré město. Přes řeku se nachází obec Sremska Kamenica, která administrativně spadá pod opštinu Petrovaradin. Městskou část v severo-jižním směru protíná Bulvár osvobození, který překonává řeku Dunaj přes Most Svobody.
V centru městské části, kde se protínají hlavní silniční komunikace, se nachází Limanský park a sídlo společnosti Naftne industrije Srbije. O něco dále byl poté na počátku 21. století vybudován moderní obchodní dům, patřící řetězci Merkator.

## Dějiny
Jako břeh řeky Dunaje pokrývaly v minulosti oblast Limanu lužní lesy. Z nich se do dnešní doby dochovalo jen velice málo; zbytek lesa je oddělen od moderní zástavby pobřežní promenádou Sunačni Kej.
V roce 1881 byla zahájena výstavba železniční trati z Budapešti do Zemunu. Trať vedla původně v oblasti, kde se dnes nachází Bulevar Cara Lazara' a hlavní nádraží pro město Novi Sad bylo umístěno přímo na Limanu, kde se později rozvíjela také i průmyslová zóna. V rámci ní byl např. vybudován také speciální sklad, který sloužil pro dodávky obilí do Československa. Železniční provoz byl obvyklý na Limanu až do roku 1964, kdy byla trať přeložena severněji od města a vybudováno nové hlavní nádraží.
Na počátku 60. let 20. století byla nová výstavba pro město Novi Sad směrována právě do oblasti Limanu. Čtvrť se rozvíjela postupně ve směru od centra města jihozápadním směrem. Původní často zaplavované lesy byly vykáceny, zavezeny pískem a vybudována protipovodňová zeď s korzem. Nejprve byl vybudován kampus, sloužící pro místní univerzitu. Obytné čtvrti byly realizovány o něco později a prostřednictvím masové panelové výstavby. V roce 1981 při jugoslávském sčítání lidu vykázal Liman 31 351 obyvatel, což představovalo 12,7 % města. Výstavba nicméně pokračovala po celé období socialistické Jugoslávie. Nejvzdálenější Liman IV byl dokončen v závěru 90. let 20. století.

## Sport
Liman byl projektován jako sídliště s velkými kapacitami pro sportovní aktivity. V jeho blízkosti se nachází obchodně-sportovní komplex SPENS, který patřil k největším v tehdejší Jugoslávii. Jižně od univerzitního kampusu se také nachází sportovní centrum, které odděluje obytnou zástavbu od řeky Dunaje. Na veletoku samotném se potom nachází oblíbená rekreační pláž Štrand. Jižně od Limanu se dále nachází slepé rameno Dunaje s názvem Šodroš, která slouží k rybaření a výletům.